# Ajuda (Lissabon)
Ajuda is een plaats (freguesia) in de Portugese gemeente Lissabon en telt 14.306 inwoners (2021).